# 團隊建設
团队建设簡稱團建，是各种类型的團隊活动的总称，用于加强团队成員間的关系和确定团队内的角色，團建通常涉及协作任务。它有别于团队培训，后者是由业务经理以及人力资源业务伙伴共同设计，团队培训旨在提高工作效率，而團隊建設則是著眼於改善和促進人际关系。